# Пульворд, Бенуа
Бену́а Пульво́рд (фр. Benoît Poelvoorde; род. 22 сентября 1964, Намюр, Бельгия) — бельгийский актёр и юморист, который часто смешивает юмор, драму и цинизм в своих фильмах. Известен благодаря своим ролям в картинах «Человек кусает собаку», «Анонимные романтики», «Коко до Шанель», "Астерикс на Олимпийских играх", «Подиум» и др. В послужном списке Пульворда — три номинации на премию Сезар.

## Биография
В 17 лет оставил родной дом, приняв решение стать актёром и начать карьеру с театральных подмостков.
Он увлекается театром и обращает на себя внимание благодаря своим нетипичным ролям. Предрасположенный к карьере чертежника, он также занимается фотографией.
В Намюре он встретит Реми Бельво, бельгийского актёра, режиссёра, продюсера и сценариста.
Во время его занятий в национальном институте прикладных искусств, Реми Бельво и Бенуа завязывают дружбу с Андрэ Бонзэлем, продюсером, оператором, режиссёром и сценаристом, для которого Бенуа играет в короткометражном фильме «Пособие по безработице — не для Даниэля-Даниэля» (Pas de C4 pour Daniel Daniel). Четырьмя годами позже, в 1992 году, трио снимает первый полнометражный фильм «Человек кусает собаку». Этот циничный и «черный» фильм, снятый подручными средствами, будет иметь большой успех, и станет культовым фильмом.
Затем, он выступает с двумя юмористическими проектами: «Никогда в большом никогда» (серия скетчей, распространенных в 1996 году) и знаменитые «Журналы господина Манатан», выходящие на «Канале +».
С 1997 года встречает успех широкой публики благодаря своим ролям в фильмах «Путешественники», «Полный привод» и «Подиум».
В 2001 году вместе с Филиппом Арэлем (Philippe Harel — французский режиссёр, актёр и сценарист) Бенуа создает одновременно странный и трогательный фильм на одну из своих любимых тем — велосипедный спорт — «Велосипедист».
В 2002 году Бенуа Пульворд был приглашен присуждать Приз Жана Габена, вознаграждающий наилучших актёров в становлении.
В 2004 году он становится членом жюри Каннского кинофестиваля, возглавленный Квентином Тарантино, который утверждал, что был очарован фильмом «Человек кусает собаку». Бенуа Пульворд также дружит с актёром Жаном-Клодом Ван Дамом, с которым он сыграл в фильме «Торговец наркотиками».
Он говорит, что охотно объединяется с Мишелем Симоном и Raimu (актёр французского театра и кино) — комиками, которые соединяли юмор и тяжесть. «Тяжесть не свободную от смеха и смех не свободный от тяжести».
Бенуа не скрывает, что склонен к сильнейшим депрессиям. В 2008 году он сам попросил поместить его в психиатрическую лечебницу. Бельгийский актёр признается, что потреблял много наркотиков во время этого темного периода, который оставил свой след.

## Личная жизнь
В 1992 году в Каннах Бенуа встретил свою будущую жену Корали, спустя 22 года брак распался. Бенуа очень тяжело переживал этот разрыв.
В 2014 году Бенуа стал встречаться с Кьярой Мастроянни.

## Фильмография
- 1988 — Пособие по безработице — не для Даниэля-Даниэля / Pas de C4 pour Daniel Daniel — короткометражный
- 1992 — Человек кусает собаку / C’est arrive pres de chez vous
- 1996 — Как корова без бубенчика / Comme une vache sans clarine — короткометражный
- 1996 — Путешественники[фр.] / Les Randonneurs
- 1997 — Сигнальщик / Le Signaleur — короткометражный
- 1997 — Записные книжки месье Манатана / Les Carnets de Monsieur Manatane — телесериал
- 1999 — Сопровождающие ждут / Les convoyeurs attendent
- 2001 — Врата славы / Les Portes de la gloire
- 2001 — Велосипедист / Le velo
- 2002 — Полный привод / Le boulet
- 2003 — Смех и наказание / Rire et chatiment
- 2004 — Подиум / Podium
- 2004 — Атомный цирк — Возвращение Джеймса Батая / Atomik Circus — Le retour de James Bataille
- 2004 — Глюк / Narco
- 2005 — В его руках / Entre ses mains
- 2006 — Один прекрасный день / Du jour au lendemain
- 2007 — По версии Шарли / Selon Charlie
- 2007 — Два мира / Les Deux Mondes
- 2008 — Астерикс на Олимпийских играх — Брут
- 2008 — Путешественники в Сен-Тропе / Les Randonneurs à Saint-Tropez
- 2008 — Луиза-Мишель / Louise-Michel
- 2008 — Война красавиц / La Guerre des miss
- 2009 — Коко до Шанель / Coco avant Chanel
- 2009 — Однажды в Версале / Bancs publics (Versailles rive droite)
- 2009 — Паника в селе / Panique au Village (анимация) — голос
- 2010 — Другой Дюма / L’autre Dumas
- 2010 — Последний Мамонт Франции / Mammuth
- 2010 — Анонимные романтики / Les Emotifs anonymes
- 2010 — Таможня даёт добро / Rien à déclarer
- 2011 — Мой самый страшный кошмар / MON PIRE CAUCHEMAR(Patrick)
- 2012 — Большая вечеринка / Le Grand Soir (Not)
- 2013 — Большой злой волк
- 2013 — Место на земле/Une place sur la terre
- 2014 — Akwaba
- 2014 — Три сердца
- 2014 — История любви
- 2015 — Famille à louer/Дом в аренду
- 2015 — Новейший завет / Le tout nouveau testament
- 2015 — Цена славы
- 2015 — Семья в аренду
- 2016 — Сен-Амур: удовольствия любви
- 2018 — Непотопляемые / Le Grand Bain (Marcus)
- 2019 — Венеция зовет
- 2020 — Удалить историю / Effacer l’historique — курьер
- 2021 — Тайна Сен-Тропе / Mystère à Saint-Tropez